# Strigiphilus goniodicerus
Strigiphilus goniodicerus är en insektsart som beskrevs av Eichler 1949. Strigiphilus goniodicerus ingår i släktet ugglelöss, och familjen fjäderlöss. Arten är reproducerande i Sverige.